# Nexus 9
Nexus 9（ネクサス ナイン）は、GoogleとHTCによって共同開発された、第4世代移動通信システム対応のSIMフリー及びWi-FiモデルのAndroidタブレットである。

## 概要
従来のNexus 7（7インチ）、Nexus 10（10インチ）の間のサイズである9インチモデルとしてリリースした。正確なサイズは8.9インチとなる。ハードウェアには64ビット対応のNVIDIA Tegra K1 Denverと、2GBのメモリが搭載され、ROMは16/32GBが搭載されている。64ビット対応プロセッサを搭載したNexus端末は本機が初となる。
通信方式は、Wi-Fi専用モデルと、GSM/CDMA/UMTS/LTEに対応したSIMフリーのWi-Fi+LTEモデルがある。
オペレーティングシステムは、64ビットアーキテクチャに対応した、Android 5.0が搭載されている。現在はAndroid 7.1.1にバージョンアップが可能である。
Android 7.1.2 及び8.0以降はアップデートが提供されない。
2016年5月25日には製造元であるHTCが製造を終了とアナウンスした。ちなみに米国の場合代替品にPixel Cが紹介されるが日本では発売されなかった。2017年10月にセキュリティアップデートが終了。